# Nansei-Inseln

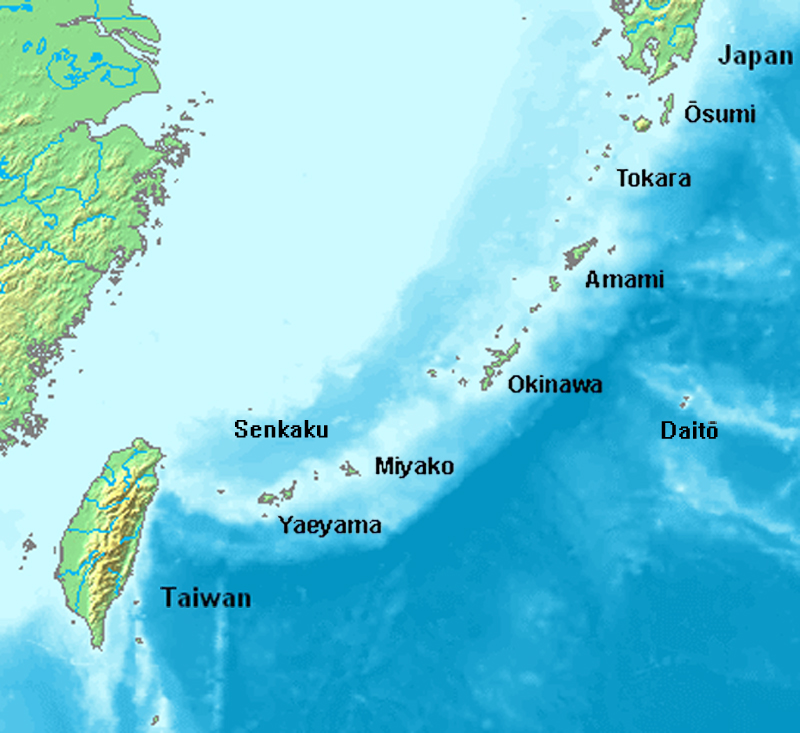
Topografische Karte der Nansei-Inseln. Die Daitō-Inseln liegen östlich der Okinawa-Inseln, die Senkaku-Inseln nördlich der Yaeyama-Inseln

Mit Nansei-Inseln (jap. 南西諸島, Nansei-shotō, wörtlich: „südwestliche Inseln“) wird eine japanische Inselregion bezeichnet, die südwestlich von Kyūshū liegt und zu Japan gehört. Die Nansei-Inseln sind gleichzusetzen mit den Ryūkyū-Inseln. Es handelt sich um einen politisch festgelegten Namen. Vor 1970 wurden alle südlich von Kyushu gelegenen Inseln als Ryukyu-Inseln bezeichnet.

## Geographie
Die Hydro- und Ozeanografische Abteilung der japanischen Küstenwache und das Nationale Landesvermessungsamt (engl. Geospatial Information Authority of Japan) definieren die Nansei-Inseln wie folgt:
- Satsunan-Inseln (Präfektur Kagoshima)
  - Ōsumi-Inseln: Tanegashima, Yakushima, Kuchinoerabushima, Mageshima, …
  - Tokara-Inseln: Kuchinoshima, Nakanoshima, Suwanosejima, Akusekijima, Tairajima, Kodakarajima, Takarajima, …
  - Amami-Inseln: Amami-Ōshima, Kikaigashima, Kakeromajima, Yoroshima, Ukeshima, Tokunoshima, Okinoerabujima, Yoronjima, …
- Ryūkyū-Inseln (Präfektur Okinawa)
  - → Hauptartikel: Liste der Inseln der Präfektur Okinawa
  - Okinawa-Inseln
    - Kerama-Inseln

  - Sakishima-Inseln
    - Miyako-Inseln
    - Yaeyama-Inseln
    - Senkaku-Inseln
- Daitō-Inseln (Präfektur Okinawa)

Die Aufgliederung in Satsunan-Inseln und Ryūkyū-Inseln hat historischen Ursprung, da erstere seit Anfang des 17. Jahrhunderts zu Japan gehörten und letztere das Königreich Ryūkyū bildeten, was sich heute in der Zuordnung zu den Präfekturen Kagoshima und Okinawa niederschlägt.

## Geologie
Ausgenommen der Senkaku- und Daitō-Inseln bilden die Inseln den 1200 km lange Ryūkyū-Bogen/Ryūkyū-Inselbogen (琉球弧, Ryūkyū-kō bzw. 南西諸島弧, Nansei-shotōkō). Dieser ist in drei Gruppen gegliedert, die durch die Tokara-Straße (トカラ海峡, Tokara-kaikyō) zwischen den Tokara- und Amami-Inseln und die Kerama Gap (慶良間海裂, Kerama-kairetsu) zwischen den Kerama- und den Miyako-Inseln getrennt sind. Geomorphologisch ist die Region unterteilt in den Ryūkyū-Graben, den Hang des äußeren Bogens, das Hebungsgebiet des äußeren Bogens, das Hebungsgebiet des inneren Bogens und den Okinawa-Graben. Der äußere Bogen ist durch große Inseln geprägt, die im Norden auch sehr hoch ragen – so ist der Miyanoura auf Yakushima mit 1935 m der höchste Berg der Großregion Kyūshū –, während die Inseln des inneren Bogens häufig vulkanisch sind.
Die Senkaku-Inseln wiederum gehören zum Festlandsockel westlich des Okinawa-Grabens, während die Daitō-Inseln sich östlich des Ryūkyū-Grabens auf der Philippinischen Platte befinden.